# بزرگ که شدم
بزرگ که شدم (انگلیسی: Da grande) یک فیلم کمدی رمانتیک ایتالیایی به کارگردانی فرانکو آموری است که در سال ۱۹۸۷ منتشر شد.

## بازیگران
- رناتو پوتستو
- جولیا بوسکی
- آلساندرو هابر
- اوتاویا پیکولو
- ایلاری بلاسی